# Sant Martí de Capsec

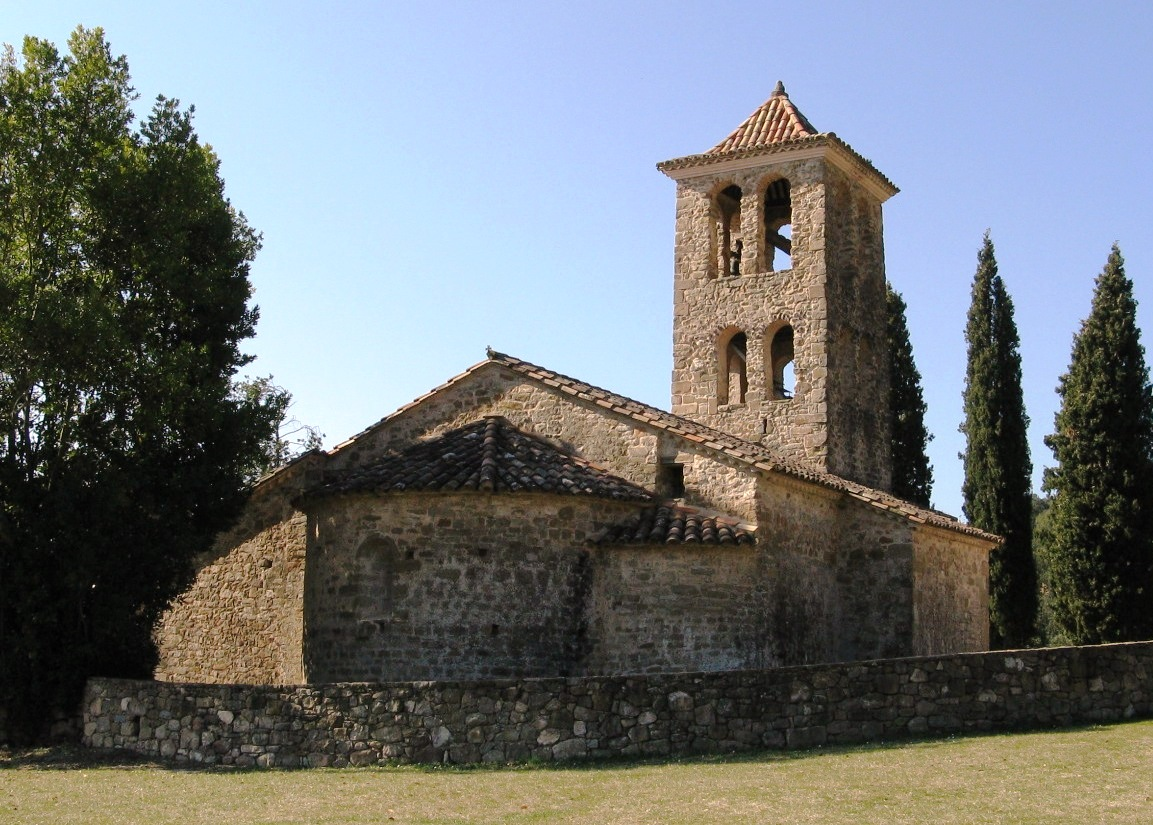
Die romanische Kirche Sant Martí de Capsec

Sant Martí de Capsec ist eine modifizierte romanische Kirche aus dem 12. Jahrhundert nahe dem kleinen Weiler Capsec, der zur Gemeinde La Vall de Bianya nahe der Stadt Olot (Katalonien) gehört. Das Vorgängergebäude wurde im Jahr 1017 ersterwähnt.
Die Kirche liegt abgelegen in der Sierra de Malforat inmitten von Wiesen und Bächen. Sie wird erstmals im Jahr 1017 erwähnt, wobei das genaue Jahr der Erbauung der Kirche nicht feststellbar ist. Das Gebäude wurde ursprünglich als einschiffige Kirche mit einem deckenden Tonnengewölbe errichtet. Die Kirche wurde ursprünglich durch eine halbkreisförmige, mit einem zentralen Fenster versehenen Apsis abgeschlossen. Hinter der Apsis steht ein Lorbeerbaum, der den Sieg Christi symbolisiert. Zudem ist die Kirche mit einem Glockenturm, der nach allen vier Seiten Öffnungen trägt, versehen.
Das ursprüngliche Gebäude wurde im Laufe der Jahrhunderte oft renoviert, überarbeitet und umgebaut. Die Erdbeben in der Garrotxa im 15. Jahrhundert hatten zu erheblichen Gebäudeschäden geführt. Das Kirchengebäude wurde jedoch wieder hergestellt. Die Seitenkapellen mit Seitenapsiden wurden nachträglich angebaut. Das ursprüngliche Deckengewölbe ist durch „falsche“, d. h. nachträglich aufgebrachte Gewölberippen verändert. Diese täuschen in jedem der drei Bogenabschnitte ein Kreuzgewölbe vor.
Im Innenbereich befindet sich ein großes romanisches Taufbecken aus dem 12. Jahrhundert (verziert mit zwei Kreuzen, zwei Händen und einem gewundenen Strick) und ein kleines Weihwasserbecken aus dem 13. Jahrhundert.
Die Kirche unterstand zunächst den Mönchen von Camprodon und später dem Priorat von Sant Joan les Fonts.